# Elena Dhont
Elena Dhont (* 27. März 1998 in Lochristi) ist eine belgische Fußballspielerin. Seit dem 1. Juli 2024 ist sie Vertragsspielerin des US Sassuolo Calcio und seit 2018 A-Nationalspielerin.

## Karriere

### Vereine
Elena Dhont spielte von 2013 bis 2015 für KAA Gent in der BeNe League. Nach der Auflösung der Liga spielte sie dann für Gent in der Super League. Im Jahr 2020 wechselte Dhont zum niederländischen Verein FC Twente Enschede in die Eredivisie. Damit war sie eine von sechs Spielerinnen, die Gent verließen. Im November 2020 brach sich Dhont bei einem Spiel gegen PSV Eindhoven die Kniescheibe. Durch die Verletzung fiel sie für den Rest der Saison aus. Ihr erstes Spiel für Twente Enschede seit der Verletzung absolvierte sie erst im März 2022, als sie für die U-23-Mannschaft zum Einsatz kam. Für die erste Mannschaft spielte sie dann im folgenden Monat.

### Nationalmannschaft
Dhont spielte zunächst für die U16-Nationalmannschaft, U-17-Mannschaft und U19-Mannschaft. Für die A-Nationalmannschaft debütierte sie am 7. März 2018 bei einem Spiel gegen Südafrika. Sie kam auch im Turnier um den Zypern-Cup 2019 zum Einsatz, in dem sie ein Tor erzielte.  Für Belgien spielte sie außerdem im Turnier um den Algarve-Cup 2020. Dhont war Teil des vorläufigen Kaders für die Europameisterschaft 2022 und kam letztlich in allen vier Spielen zum Einsatz, wobei sie in den Gruppenspielen von Beginn an spielte und im Viertelfinale eingewechselt wurde.
Am 11. Juni 2025 wurde sie für den EM-Kader nominiert. Sie wurde in den drei Gruppenspielen jeweils eingewechselt und schied mit der Mannschaft als Gruppendritte nach der Vorrunde aus.

## Erfolge
Nationalmannschaft
- Zweiter Arnold-Clark-Cup 2023

FC Twente Enschede
- Niederländischer Meister 2021, 2022, 2024
- Niederländischer Pokal-Sieger 2023

## Sonstiges
Darüber hinaus ist sie Frauenfußball-Botschafterin für den Königlichen Belgischen Fußballverband.